# Rhabdatomis cora
Rhabdatomis cora là một loài bướm đêm thuộc phân họ Arctiinae, họ Erebidae.